# Neue Deutsche Welle 2
Neue Deutsche Welle 2 ist das zehnte Soloalbum des Berliner Rappers Fler. Es erschien am 5. September 2014 über das Label Maskulin Music Group. Es ist der Nachfolger des Debütalbums Neue Deutsche Welle.

## Bedeutung
Fler bezeichnet sich selbst als Patriot. Dies zeigte er in der Vergangenheit unter anderem durch die Lieder Deutscha Bad Boy und Das alles ist Deutschland (mit Bushido). Außerdem demonstriert er häufig seine Position als deutsche Minderheit in seinem Wohnort Berlin sowie in der deutschen Rap-Szene, was durch die Lieder Im Bus ganz hinten und Meine Farbe deutlich wird. Dadurch entstanden in der Vergangenheit hin und wieder falsche Behauptungen, Fler assoziiere sich mit der Neonazi-Szene. Diese Irrtümer wurden größtenteils durch einige Medien verbreitet. Fler äußerte sich dazu wie folgt:

„Die haben keinen Plan aus welchem Umfeld ich komme, die wissen nicht, dass ich mit 90 Prozent Ausländern in meinem Freundeskreis zu tun habe.“

Flers patriotische Texte werden oft als sozialkritisch eingestuft. Seine Texte begründete Fler mit folgenden Worten:

„Wenn ich über Deutschland rappe, dann möchte ich ein neues Deutschland, so wie ich es mir wünsche.“

## Hintergrund
Im Oktober 2013 wurde das Album Neue Deutsche Welle 2 erstmals öffentlich angekündigt. Zeitgleich kündigte Fler an, mit NDW 2 ein sozialkritisches Album veröffentlichen zu wollen. Im November 2013 äußerte Fler, mit den Arbeiten zum Album begonnen zu haben und verriet, dass das Album von Sony Music vertrieben werden wird. Anfang Dezember 2013 ließ Fler über Twitter verlauten, 2 Lieder für NDW 2 vollständig fertig zu haben. Am 11. Februar 2014 äußerte Fler, dass Neue Deutsche Welle 2 am 9. Mai 2014 erscheinen werde. Anfang März 2014 kündigte er an, die Rapper Cro und Marteria auf NDW 2 gedisst zu haben. Etwa zeitgleich verkündete der Rapper Sentence, einen Gastbeitrag auf dem Album Neue Deutsche Welle 2 zu haben. Die vorläufige Tracklist des Albums wurde von Fler Ende März 2014 veröffentlicht. Zudem veröffentlichte Fler das Vorab-Cover zum Album im März 2014, und kündigte die erste Singleauskopplung Stabiler Deutscher an. Bereits Anfang April 2014 wurde dann Hipster Hass als zweite Single angekündigt. Außerdem verschob Fler im April 2014 das Veröffentlichungsdatum von NDW 2 auf den 5. September 2014. Ende April 2014 gab Fler bekannt, dass das Mastering des Albums von dem US-amerikanischen Toningenieur Chris Athens durchgeführt wurde. Im Mai 2014 verwendete die NPD eine Textzeile aus Flers zuvor veröffentlichter Single Stabiler Deutscher. Daraufhin verklagte der Rapper die NPD. Das endgültige Cover-Artwork wurde von Fler dann Anfang Juni 2014 veröffentlicht. Außerdem entfernte Fler seine Musikvideos von seinem YouTube-Channel und kündigte an, seine Musikvideos in Zukunft auf der Plattform Vevo präsentieren zu wollen. Zuvor war die Videopremiere des Liedes Level für den 1. Juni 2014 angekündigt worden. Am 26. Juni 2014 verkündete Fler, die Aufnahmen zu NDW 2 vollständig abgeschlossen zu haben. Am 29. Juli 2014 kündigte Fler an, den Track Schutzengel als nächste Single veröffentlichen zu wollen. Mitte September 2014 kündigte Fler Kugelsicherer Jugendlicher als nächste Videoauskopplung an.

## Inhalt
Inhaltlich wie auch musikalisch, stellt das Album eine sehr vielseitige Veröffentlichung dar. Der Inhalt des Albums zeichnet sich insbesondere durch eine Stilisierung Flers als deutsche Minderheit aus. Fler bedient unter anderem die Genres Gangsta-Rap und Battle-Rap. Mit Zurück aus Bonnys Ranch und Schutzengel finden sich aber auch tiefgründige, persönliche Lieder auf dem Album. Darüber hinaus befindet sich mit Junge mit Charakter ein Disstrack auf dem Album, mit dem Fler mit diversen Künstlern aus der Hip-Hop-Szene abrechnet. Dazu zählen die Rapper Bushido, Nicone, Animus, Jalil, Toony, Farid Bang und Kollegah sowie die Produzenten Hijackers, Beatzarre und Djorkaeff. Rap-technisch geht Fler teilweise wieder zu seinen Wurzeln zurück, indem er einige Songs im Carlo Cokxxx Nutten-Style rappt und sich musikalisch wie inhaltlich wieder vermehrt dem Straßenrap zuwendet. Jedoch befinden sich auch modernere Trap-Tracks auf dem Album. In einem Interview mit der Juice äußerte sich Fler wie folgt zu dem Inhalt:

„Zum Glück ist dabei eine sehr geile Platte herausgekommen, die wieder mehr den »Carlo Coxxx Nutten«-Sound hat, aber auch Trap integriert. Mit meinen letzten Alben war ich nie zu hundert Prozent zufrieden, und das lag auch an den Beats. Ich habe in der Vergangenheit oft irgendwelche Produzenten aufgebaut, diesmal bin ich aber direkt zu den Profis gegangen. Ich habe vier Dinger von Therapy 2093 aus Frankreich bekommen [...] und viel mit Brisk Fingaz gearbeitet. Insgesamt klingt »NDW 2« auf jeden Fall hart und laut, Alter!“

Zudem sind die Lieder Junge mit Charakter und Gangster-Rap 2.0 in anderen Versionen zu hören, als sie zuvor veröffentlicht wurden. Beide erschienen vor Albumveröffentlichung als Freetracks. Der Track Junge mit Charakter wurde für das Album nochmal überarbeitet und Gangster-Rap 2.0 ist sogar als komplett neuer Song auf dem Album. In den Texten des Albums finden die Persönlichkeiten Tupac Shakur, Marshall Mathers, Arnold Schwarzenegger, Jennifer Lopez, Karl Lagerfeld, Cristiano Ronaldo, Mesut Özil, Eko Fresh und Markus Lanz sowie die ehemalige deutsche Girlgroup No Angels Erwähnung. „Gedisst“ werden die Rapper MC Fitti, Casper, Majoe (von Gastmusiker G-Hot), Farid Bang und Marteria sowie der deutsche Journalist Marcus Staiger. Zudem finden sich in den Texten, unter anderem von Gastmusiker Sentence, Sticheleien gegen Bushido wieder.

## Produktion
Die musikalische Untermalung der jeweiligen Lieder stammt von verschiedenen Produzenten. So steuerten Brisk Fingaz, Therapy und Iad Aslan die Beats zum Album bei. Die Titel Weisser Tupac, Businessman, Drogen, Nutten und Cash, Level und Im Auge des Sturms wurden von Therapy produziert. Brisk Fingaz steuerte die musikalische Untermalung zu den Liedern Zurück aus Bonnys Ranch, Schutzengel, Junge mit Charakter, Im Ghetto kennt mich jeder, Vermischt mit dem Beton und Kugelsicherer Jugendlicher bei. Iad Aslan produzierte Hipster Hass, Stabiler Deutscher, Ihr habt uns so gemacht und Gangster-Rap 2.0. Zudem wirkte Sascha Kunstmann bei der Produktion des Songs Hipster Hass mit. Das Mastering des Albums wurde von dem US-amerikanischen Toningenieur Chris Athens ausgeführt. Zu den Produzenten äußerte sich Fler mit folgenden Worten:

„Ich find', das ist die perfekte Mischung [...] Sind genau die Produzenten, die meine Stärken [...] genau untermalen. [...] Ich bin sehr zufrieden mit den Beats.“

## Gastbeiträge
Auf einigen Liedern des Albums wird Fler von anderen Künstlern unterstützt. So tritt der Rapper Silla in den Liedern Ihr habt uns so gemacht und Gangster-Rap 2.0 auf, während Sentence in Drogen, Nutten und Cash einen Gastauftritt hat. Das Lied Im Auge des Sturms stellt zudem eine Kollaboration mit den Künstlern Shizoe und G-Hot dar. Letzterer hat zudem einen Gastauftritt im Song Businessman.

## Versionen
Das Album erschien in drei Versionen. Die Standard Edition umfasst 15 Lieder. Die Premium Edition beinhaltet die 15 Lieder der Standard Edition sowie deren Instrumental-Versionen. Dann erschien das Album noch in einer Amazon Deluxe Box, in welcher sich, neben der Premium Edition auch ein T-Shirt, ein Poster und eine Autogrammkarte findet.

## Titelliste
| #   | Titel                                          | Produzent                    | Länge |
| --- | ---------------------------------------------- | ---------------------------- | ----- |
| 1.  | Weisser Tupac                                  | Therapy                      | 3:12  |
| 2.  | Hipster Hass                                   | Iad Aslan & Sascha Kunstmann | 3:31  |
| 3.  | Stabiler Deutscher                             | Iad Aslan                    | 3:26  |
| 4.  | Zurück aus Bonnys Ranch                        | Brisk Fingaz                 | 3:35  |
| 5.  | Ihr habt uns so gemacht (feat. Silla)          | Iad Aslan                    | 2:53  |
| 6.  | Gangster-Rap 2.0 (feat. Silla) (Album Version) | Iad Aslan                    | 3:28  |
| 7.  | Schutzengel                                    | Brisk Fingaz                 | 3:44  |
| 8.  | Businessman (feat. G-Hot)                      | Therapy                      | 4:47  |
| 9.  | Junge mit Charakter (Album Version)            | Brisk Fingaz                 | 6:33  |
| 10. | Drogen, Nutten und Cash (feat. Sentence)       | Therapy                      | 3:41  |
| 11. | Level                                          | Therapy                      | 3:36  |
| 12. | Im Auge des Sturms (feat. G-Hot & Shizoe)      | Therapy                      | 3:39  |
| 13. | Im Ghetto kennt mich jeder                     | Brisk Fingaz                 | 3:38  |
| 14. | Vermischt mit dem Beton                        | Brisk Fingaz                 | 3:06  |
| 15. | Kugelsicherer Jugendlicher                     | Brisk Fingaz                 | 3:15  |

## Einzelne Lieder
Weisser Tupac
Weisser Tupac stellt auf der Titelliste des Albums den ersten Track dar und kann somit als Album-Intro betrachtet werden. Am Anfang des Songs hört man ein Sample aus dem im Jahr 1993 erschienenen Film Blood in, Blood out – Verschworen auf Leben und Tod. In der ersten Strophe rappt Fler über seinen Werdegang als Rapper und erwähnt dabei die Veröffentlichungen Carlo Cokxxx Nutten, Neue Deutsche Welle, Trendsetter, Südberlin Maskulin, Im Bus ganz hinten und Blaues Blut. Die Kernaussage des Songs ist, dass sich Fler mit der verstorbenen US-amerikanischen Rap-Ikone Tupac Shakur identifiziert, da Fler, wie Tupac vor seinem Tod, lange Zeit einen schwarzen 7er BMW fuhr, unter anderem Straßen-Rap in Deutschland etablierte, schon einige Male angegriffen und attackiert wurde und sich als Deutscher in von Immigranten bewohnten Stadtteilen Berlins als Minderheit fühlt. Da sich Dunkelhäutige sonst öfter in der Minderheit befinden, trägt der Song den Titel Weisser Tupac.
Hipster Hass
In Hipster Hass verdeutlicht Fler seine Abneigung gegenüber der Hipster-Subkultur in Berlin. Im Song werden die Rapper MC Fitti und Casper gedisst. Für die Musik des Liedes sorgten Iad Aslan und Sascha Kunstmann. Hipster Hass wurde am 9. Mai 2014 als zweite Single des Albums veröffentlicht.
Stabiler Deutscher
Im Track Stabiler Deutscher beschreibt Fler sein Leben als deutsche Minderheit in einem größtenteils von Immigranten bewohnten Bezirk. Er spricht sich gegen Rassismus aus. Zudem zeigt Fler Unverständnis dafür, dass einige Spieler der deutschen Fußballnationalmannschaft das Singen der Nationalhymne verweigern. Hierbei wird Mesut Özil als Beispiel herangezogen. Stabiler Deutscher erschien am 4. April 2014 als erste Single des Albums.
Gangster-Rap 2.0
Mit Gangster-Rap 2.0 möchten Fler und Silla zeigen, dass sie der deutschen Rap-Szene voraus sind. Zudem zweifeln sie die Authentizität anderer Deutsch-Rapper an und halten diese für nicht kredibil. Insgesamt finden sie im Song kaum positive Worte zu der deutschen Rap-Szene. Der Titel Gangster-Rap 2.0 erschien bereits Monate vor Albumveröffentlichung als Freetrack, jedoch in einer komplett anderen Version, bei welcher sich Text, Beat, Flow und Refrain stark von der Album-Version unterscheiden.
Schutzengel
Schutzengel stellt ein sehr persönliches Lied dar, indem eine Beziehung zu einer Frau behandelt wird. Bereits vor Albumveröffentlichung bezeichnete Fler das Lied als Nachfolger zu seinem 2008 erschienenen Song Mein Mädchen. Den Beat zu Schutzengel schuf Brisk Fingaz. Am 22. August 2014 wurde der Song als dritte Singleauskopplung des Albums veröffentlicht.
Auf YouTube wurde das Video aufgrund von Urheberrechtsverletzungen gesperrt, da für das Instrumental des Liedes unerlaubt der Song Labyrinth of Dreams der US-amerikanischen Musikgruppe Nox Arcana gesampelt wurde.
Junge mit Charakter
Mit Junge mit Charakter befindet sich ein mehr als 6-minütiger Disstrack auf dem Album. Im Text rechnet Fler mit den Rappern Bushido, Nicone, Animus, Jalil, Toony, Farid Bang und Kollegah sowie mit den Produzenten Hijackers, Beatzarre und Djorkaeff ab. Junge mit Charakter erschien bereits am 17. Februar 2014.
Im Ghetto kennt mich jeder
Im Ghetto kennt mich jeder stellt einen Track dar, mit dem sich Fler rap-technisch wieder auf seine Wurzeln besinnt. Im Song beschreibt Fler einen normalen Tag in seinem Leben. Dabei rappt er über Fitness, Schlägereien und Studio-Sessions. Den Satz „Im Ghetto kennt mich jeder, Elektrofensterheber“ rappte Fler erstmals im Jahr 2003. Produziert wurde der Track von Brisk Fingaz.

## Illustration
Zu jeder Version des Albums gibt es jeweils ein Cover. Das Cover der Standard Edition stammt von Katja Kuhl. Dieses zeigt Fler von der Seitenansicht, einen Adler auf dem Arm tragend. Im Vordergrund befindet sich Flers Logo sowie die Aufschrift Neue Deutsche Welle 2 und rechts unten ist das Symbol des Labels Maskulin Music Group abgebildet. Das Foto des Covers der Premium Edition wurde von Murat Aslan geschossen und von Dirk Rudoplh gestaltet. Es zeigt Fler als einen an einem Kreuz hängenden Adler, dessen Flügel die Buchstaben F L E R darstellen sollen. In der Mitte des Artworks befindet sich die Aufschrift Neue Deutsche Welle 2. Für die Gestaltung der Amazon-Box ist der Grafiker Adopekid verantwortlich.
Zu den Album-Artworks äußerte sich Fler wie folgt:

„Ich glaub', ich hab die vier größten Leute, was so CD-Cover-Artwork angeht. [...] Ich bin echt stolz, dass ich mit diesen Leuten zusammengearbeitet habe. [...] Das Neue-Deutsche-Welle-2-Album sollte ein Klassiker werden und dann braucht man, meiner Meinung nach, auch ein besonderes Artwork. [...] Ich leg' da wirklich viel Wert drauf.“

## Vermarktung
| Datum der Veröffentlichung | Format       | Titel                          |
| 7. Februar 2014            | Promo-Single | Junge mit Charakter            |
| 25. Februar 2014           | Promo-Single | Gangster-Rap 2.0 (feat. Silla) |
| 4. April 2014              | Single       | Stabiler Deutscher             |
| 9. Mai 2014                | Single       | Hipster Hass                   |
| 27. Mai 2014               | Promo-Single | Kein Gold (feat. G-Hot)        |
| 4. Juni 2014               | Promo-Single | Businessman (feat. G-Hot)      |
| 26. Juni 2014              | Musikvideo   | Level                          |
| 22. August 2014            | Single       | Schutzengel                    |

Die Promophase für NDW 2 wurde mit dem Disstrack Junge mit Charakter am 17. Februar 2014 eingeläutet. Ende Februar 2014 wurde der Freetrack Gangsta-Rap 2.0 mit Silla veröffentlicht. Am 2. März 2014 erschien ein Interview mit dem Magazin rap.de.
Ab Anfang März 2014 erschienen dann regelmäßig Videoblogs zum Album. Am 12. März 2014 erschien eine #waslos-Folge des Portals hiphop.de mit Fler. Am 15. März 2014 wurde ein Video von hiphop.de veröffentlicht, indem Fler Fanfragen beantwortete. Ende März feierte das Musikvideo zur ersten Single Stabiler Deutscher auf der Homepage der Bild Premiere. Die Single wurde dann ab dem 4. April 2014 als Download zum Kauf angeboten. Zehn Tage später wurde das Musikvideo zur zweiten Single Hipster Hass veröffentlicht. Käuflich erwerbbar war die Download-Single dann am 9. Mai 2014. Außerdem erschien ein Interview mit dem Magazin Backspin. Am 27. Mai 2014 wurde der Freetrack Kein Gold mit G-Hot veröffentlicht. Am 4. Juni 2014 erschien, wieder mit G-Hot, der Freetrack Businessman. Am 26. Juni 2014 erschien das Musikvideo zu Level in zensierter Version. Die unzensierte Version erschien Anfang Juli 2014. Am 15. Juli 2014 erschien ein weiteres Interview mit rap.de. Am 18. Juli 2014 beantwortete Fler Fan-Fragen auf rap.de. Am 19. Juli 2014 veröffentlichte Fler eine Videobotschaft auf YouTube. Ende Juli 2014 veröffentlichte Fler eine Hörprobe zum Song Im Ghetto kennt mich jeder. Am 3. August 2014 erschien ein Interview mit dem Magazin 16bars.de. Auf der Website fler.de wurden regelmäßig Hörproben aus dem Album veröffentlicht. Am 22. August 2014 wurde die Single Schutzengel veröffentlicht. Ein Interview mit dem Magazin Juice erschien am 26. August 2014.

## Rezeption

### Chartplatzierungen und Singles
Neue Deutsche Welle 2 stieg auf Platz 2 in die deutschen Albumcharts ein. In Österreich erreichte das Album Rang 6. In der Schweiz erreichte das Album den dritten Platz in der ersten Verkaufswoche, was in der Schweiz die bis dahin beste Platzierung eines Fler-Albums in den Charts darstellte.
Die erste Single Stabiler Deutscher wurde am 4. April 2014 veröffentlicht und schaffte es in Deutschland auf Platz 82 in den Singlecharts. In der folgenden Woche verließ die Single die Charts wieder. Die zweite Single Hipster Hass wurde am 9. Mai 2014 veröffentlicht. Die Single konnte sich nicht in den Charts platzieren. Als dritte Singleauskopplung erschien der Song Schutzengel am 22. August 2014, welcher auch keine Chartplatzierung erreichen konnte.
Album

| Jahr | Titel                 | Höchstplatzierung, Gesamtwochen, AuszeichnungChartplatzierungen (Jahr, Titel, Platzierungen, Wochen, Auszeichnungen, Anmerkungen) | Höchstplatzierung, Gesamtwochen, AuszeichnungChartplatzierungen (Jahr, Titel, Platzierungen, Wochen, Auszeichnungen, Anmerkungen) | Höchstplatzierung, Gesamtwochen, AuszeichnungChartplatzierungen (Jahr, Titel, Platzierungen, Wochen, Auszeichnungen, Anmerkungen) | Anmerkungen                             |
| Jahr | Titel                 | DE | AT | CH | Anmerkungen                             |
| ---- | --------------------- | --- | --- | --- | --------------------------------------- |
| 2014 | Neue Deutsche Welle 2 | DE2 (4 Wo.)DE | AT6 (2 Wo.)AT | CH3 (4 Wo.)CH | Erstveröffentlichung: 5. September 2014 |

Singles

| Jahr | Titel Album        | Höchstplatzierung, Gesamtwochen, AuszeichnungChartplatzierungen (Jahr, Titel, Album, Platzierungen, Wochen, Auszeichnungen, Anmerkungen) | Höchstplatzierung, Gesamtwochen, AuszeichnungChartplatzierungen (Jahr, Titel, Album, Platzierungen, Wochen, Auszeichnungen, Anmerkungen) | Höchstplatzierung, Gesamtwochen, AuszeichnungChartplatzierungen (Jahr, Titel, Album, Platzierungen, Wochen, Auszeichnungen, Anmerkungen) | Anmerkungen                           |
| Jahr | Titel Album        | DE | AT | CH | Anmerkungen                           |
| ---- | ------------------ | --- | --- | --- | ------------------------------------- |
| 2014 | Stabiler Deutscher | DE82 (1 Wo.)DE | — | — | Erstveröffentlichung: 4. April 2014   |
| 2014 | Hipster Hass       | — | — | — | Erstveröffentlichung: 9. Mai 2014     |
| 2014 | Schutzengel        | — | — | — | Erstveröffentlichung: 22. August 2014 |

### Kritik
Bewertungen der Musikmedien
| Professionelle Bewertungen | Professionelle Bewertungen |
| -------------------------- | -------------------------- |
| Kritiken                   |                            |
| Quelle                     | Bewertung                  |
| laut.de                    | [ 51 ]                     |

Von Laut.de erhielt NDW 2 eine positive Bewertung. Im Lied Junge mit Charakter liefere Fler „aus erzählerischer Sicht eine Glanzleistung ab“. Der Song Zurück aus Bonnys Ranch wurde mit dem Eminem-Song Cleanin’ Out My Closet verglichen und markiere „nicht nur dank des epischen Beats ein klares Highlight“. Auch soundtechnisch wurde das Album gelobt: „Was auf produktionstechnischer Ebene funktioniert, setzt sich auch lyrisch fort: Fler perfektioniert die Amerikanisierung seines eigenen Sounds von Album zu Album und macht Rockys "PMW (Pussy Money Weed)" zum Deutschrap-Banger“. Mit dem Lied Drogen Nutten und Cash liefere Fler zudem ein „recht unterhaltsames Pendant“ ab. Insgesamt zeige NDW 2 einen Fler in Hochform, welchem in Sachen Authentizität auch im Jahr 2014 kaum jemand etwas vormache.